# Polla
Polla – miejscowość i gmina we Włoszech, w regionie Kampania, w prowincji Salerno.
Według danych na rok 2004 gminę zamieszkiwało 5347 osób, 113,8 os./km².

## Współpraca
Miejscowość partnerska:
- Le Rœulx, Belgia